# 岩井勇一郎
岩井勇一郎（日语：／ Iwai Yuichiro），是一名日本男性吉他手、音乐人。Being旗下乐队三枝夕夏IN db的成员。妻子是同为Being旗下乐队GARNET CROW的键盘手AZUKA七。

## 概要
岩井勇一郎和車谷啓介一起参加了音乐团体「New Cinema 蜥蜴」，担任作曲、吉他。1998年开始乐队活动，2002年解散。解散后，在GARNET CROW的LIVE TOUR等活动中作为幕后工作人员参加活动，2002年起参加三枝夕夏为核心的乐队三枝夕夏IN db，担当吉他，2010年三枝夕夏IN db解散。在此之后岩井退出了Being，但是仍然继续从事音乐活动。
在2004年9月的LIVE中，因为开了“我想栽培しめじ（一种蘑菇）”的玩笑，从此以后便以“しめじ”的爱称称呼他。
而且在2006年5月11日的LIVE中，揭露了岩井担任主唱的db的首张原创歌曲《路标》（作词：车谷、作曲：岩井、编曲：大藪）。
2010年，辭去音樂工作離開了GIZA studio，在父親經營的公司工作。
2019年，因唱片公司高層的邀請重新開始音樂創作，目前正支援SARD UNDERGROUND。

## 提供作曲的歌曲（包含自己参加的乐团）
- ZARD 「世界はきっと未来の中」「この涙 星になれ」「窓の外はモノクローム」「愛しい人よ～名もなき旅人よ～」「雨が降り出す前に」
- 愛内里菜 「光色のかけら」「Can you feel my...?」「Seductive Medicine」
- 三枝夕夏IN db 「君のハートに胸キュン②」「青春の空」「君がそばにいるだけで心は強くなれるんだ」「eighteen」「Pocket」「Everybody Jump」（「eighteen」「Pocket」是岩井参加活动时New Cinema 蜥蜴的翻唱歌曲）
- the★tambourines 「flash back」（同时以和声的身份参与了录音）
- New Cinema 蜥蜴　「CaNDY LiFe」「Believe myself」「Breathe on me」等，几乎是所有歌曲的作曲
- 長谷実果 「KISS」「傷つきながら･･･もがきながら･･･」「オルゴール」「I believe meet you once again」「全てが消えてしまっても･･･」「彼女よりも」
- 山口裕加里 「羽根」「夕焼け花」
- 宇浦冴香　「マイミライ|ボーイズ&ガールズ」「Ending Song」
- 上木彩矢　「いつの日も君だけ I Remember You」